# Мечеть Хуайшэн
Мечеть Хуайшэн (кит. упр. 怀圣寺, пиньинь Huaisheng Si, палл. Хуайшэн Сы), также известная (по своему минарету) как Башня-Маяк (кит. упр. 光塔寺, пиньинь Guangta Si, палл. Гуанта Сы) — главная мечеть города Гуанчжоу на юге Китая. Китайские мусульмане традиционно считают, что она была первоначально построена более чем 1300 лет назад, что делает её одной из самых старых мечетей в мире. Её так назвали в память о Пророке Мухаммеде.

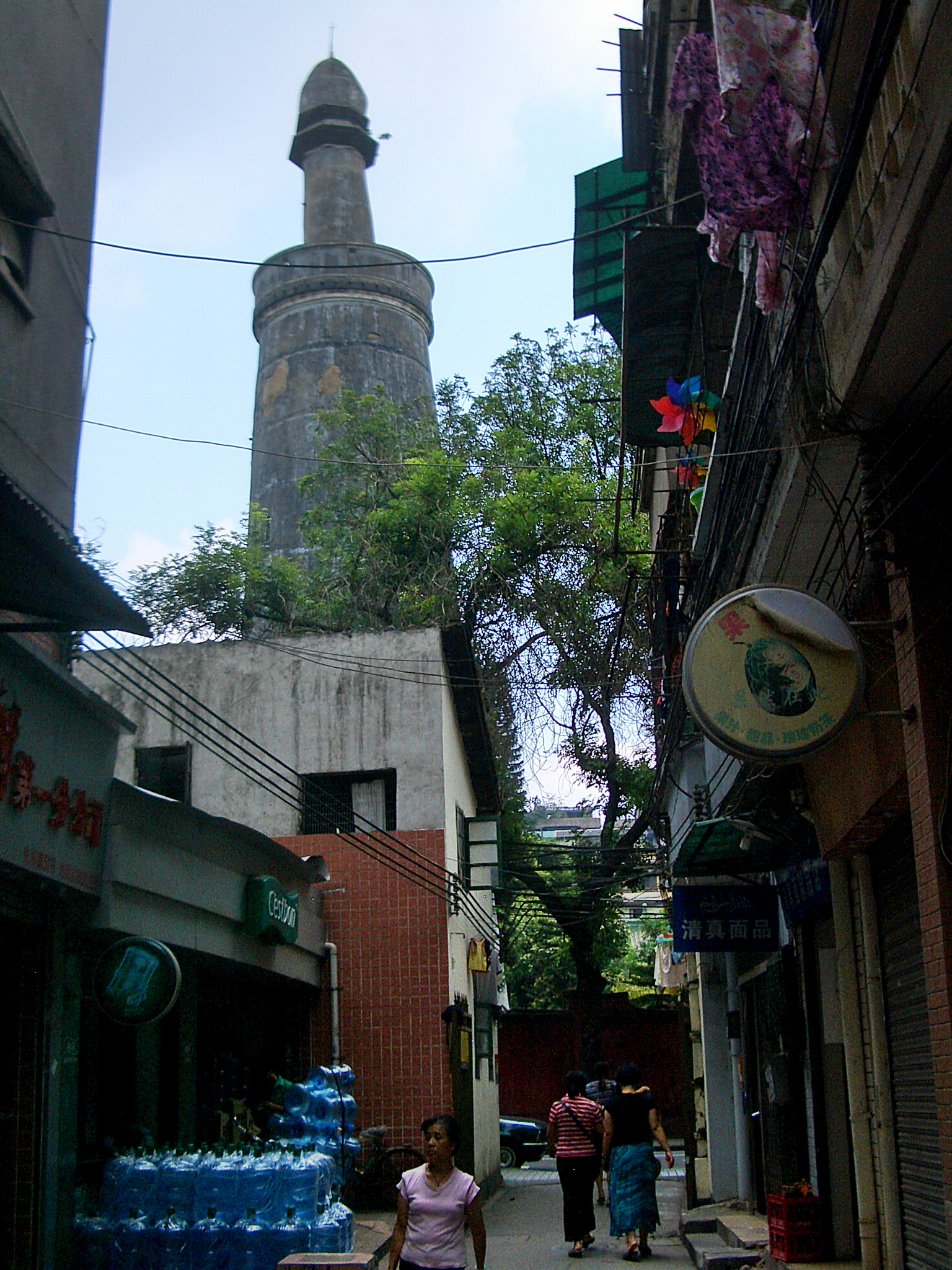
Минарет-«маяк» до недавнего времени был самым высоким зданием в Гуанчжоу

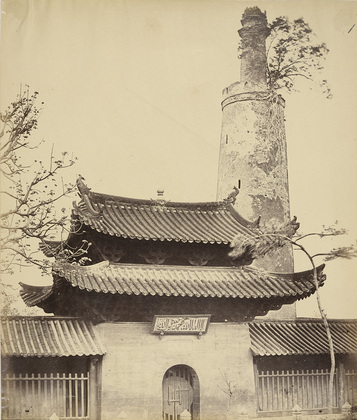
Мечеть Хуайшэн и минарет Гуанта, 1860 г.

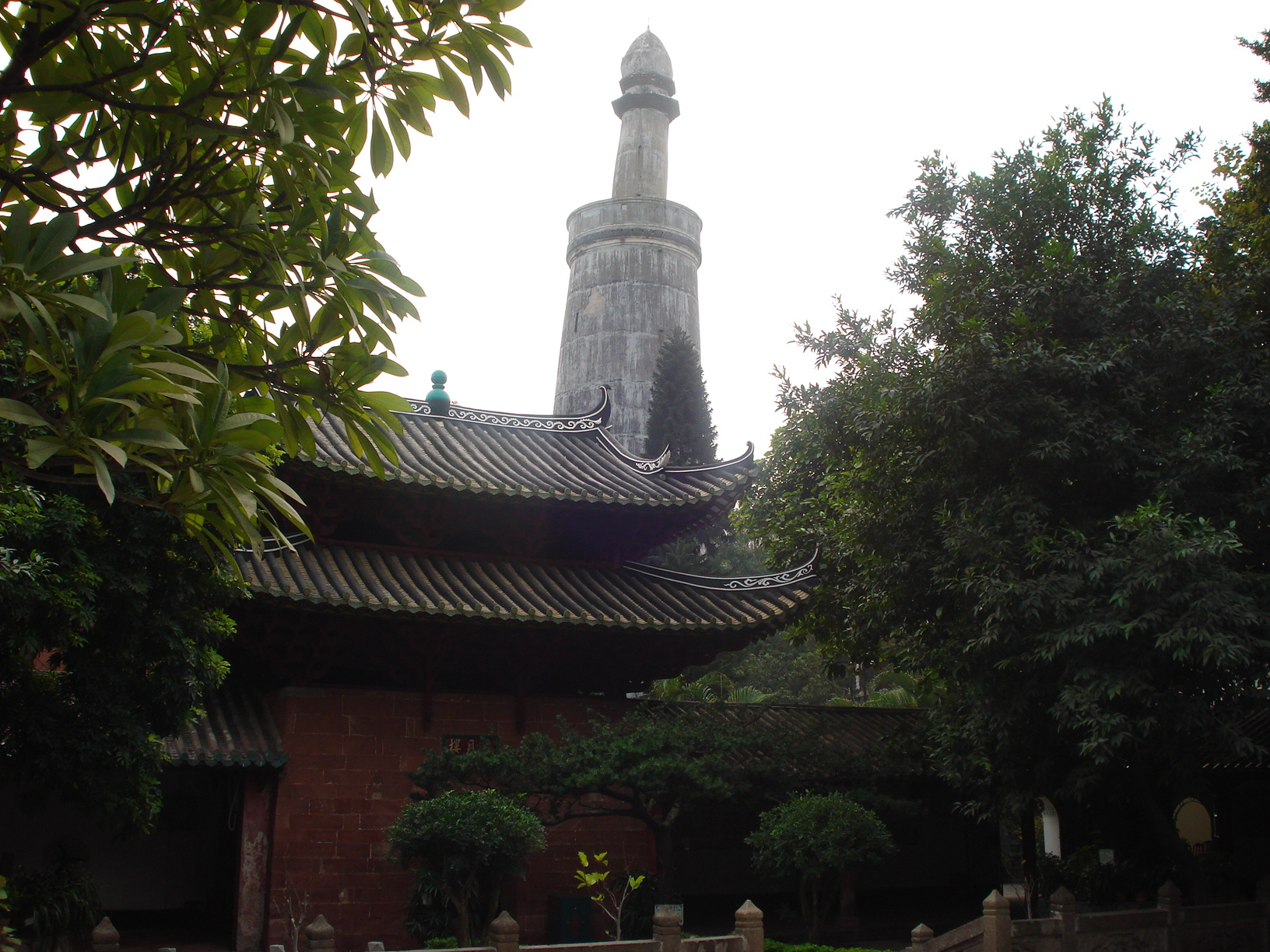
Мечеть Хуайшэн и минарет Гуанта

Её минарет 35,75 м высотой с острым наконечником. Минарет называется «Гуанта» (光塔), что буквально можно перевести как «башня света» — возможно, означая что он служил маяком для судов на Жемчужной реке. С другой стороны, название может и символически ссылаться на «свет» исламской религии. По минарету и всю мечеть часто называют «Гуантасы» (光塔寺), то есть «Храм башни света».

## История
Согласно рукописям, относящимся к 1206 г., мечеть была построена дядей Пророка Мухаммеда, Саадом ибн Абу Ваккасом, когда он был на своей первой мусульманской миссии в Китае в 630-х годах. По более достоверным данным, мечеть была построена позднее, во время Династии Тан, или в первые годы Династии Сун. Мечеть была восстановлена в 1350, и ещё раз в 1695, после пожара.